# BYD Qin L
BYD Qin L – samochód osobowy klasy średniej produkowany pod chińską marką BYD od 2024 roku.

## Historia i opis modelu

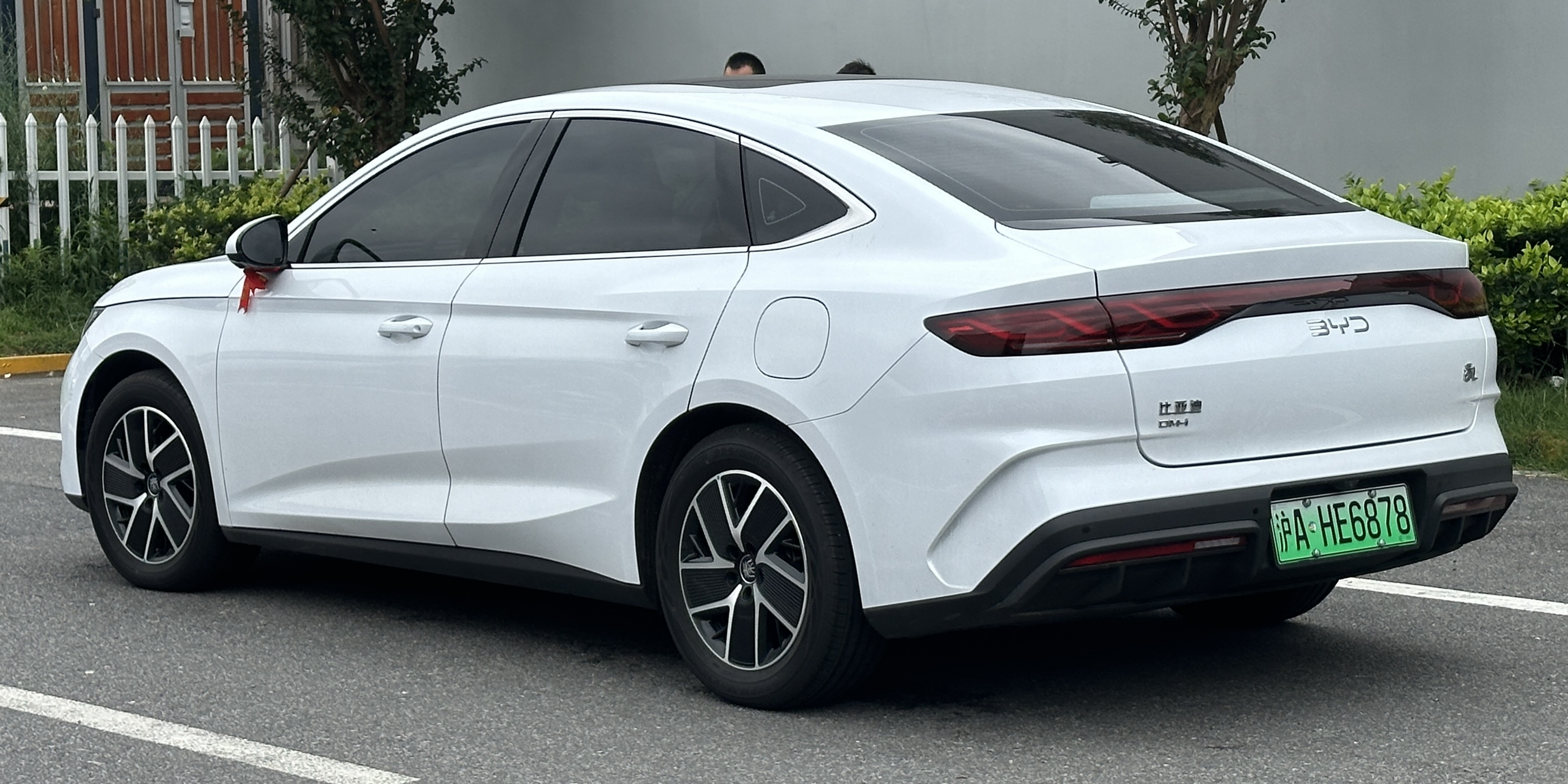
BYD Qin L - tył

W kwietniu 2024 podczas międzynarodowych targów motoryzacyjnych w Pekinie chiński BYD Auto przedstawił kolejnego średniej wielkości sedana z napędem hybrydowym, który tym razem poszerzył linię modeli o nazwie "Qin" i zasilił gamę "Dynasty Series". Samochód utrzymano w kolejnej generacji estetyki chińskiej firmy, której autorem został niemiecki projektant Wolfgang Egger. Przód zdominowały agresywnie ukształtowane, szerokie reflektory połączone świetlną poprzeczką oraz rozległą osłoną chłodnicy, z kolei smukle zarysowane nadwozie przyozdobiło przetłoczenie, wieńcząc karoserię podłużnym tyłem z szeroką listwą świetlną. 
Kabina pasażerska Qina L została upodobniona do m.in. modeli z serii Warrior Series, charakteryzując się masywną, kanciastą deską rozdzielczą z nisko osadzonym panelem nawiewów i zestawem przycisków haptycznych na konsoli centralnej. Kokpit zdominował obracający się, centralny wyświetlacz systemu multimedialnego, a przed kierowcą znalazł się kolejny ekran cyfrowych zegarów.

### Sprzedaż
Qin L powstał z myślą o rodzimym rynku chińskim, zasilając ofertę modeli z hybrydowym napędem w portfolio BYD w połowie 2024 roku - tuż po premierze na kwietniowym Beijing Auto Show.

### Dane techniczne
BYD Qin L powstał z myślą o spalinowo-elektrycznym układzie napędowym typu plug-in, łącząc 1,5-litrowy 100-konny silnik benzynowy z 160-konnym lub 215-konnym silnikiem elektrycznym. Pierwsza konfiguracja otrzymała baterię LFP o pojemności 10 kWh i ok. 60 kilometrów w pełni elektrycznego zasięgu, a druga - baterię 16 kWh i do 90 kilometrów zasięgu w trybie elektrycznym.